# Aspro Parks
Aspro Parks è una società spagnola che gestisce numerosi parchi acquatici, parchi di divertimento, acquari e zoo, giardini botanici e delfinari in tutta Europa.
La società è stata fondata nell'ottobre del 1991 in Spagna e ha sede a Madrid ed è famosa per i suoi parchi a tema Aqualand (parchi acquatici), Marineland (zoo acquatico e delfinario) e Bluereef (acquari).
La società gestisce circa 60 parchi di divertimento e centri di attrazione, tra cui l'Aquarium Barcelona, il Palmitos Park di Gran Canaria.